# Mahmud Shah Durrani
Mahmud Shah Durrani (1769-18 de abril de 1829, pashto, persa, urdu, árabe: محمود شاہ درانی) fue un príncipe y gobernante del Imperio durrani (Afganistán) entre 1801 y 1803, y nuevamente entre 1809 y 1818. Perteneciente a los Sadozai de la tribu de los Abdali o Durrani, era hijo de Timur Shah Durrani y nieto de Ahmad Shah Durrani.

## 1.º y 2.º deposiciones
Mahmud Shah Durrani era hermanastro de su predecesor, Zaman Shah. El 25 de julio de 1801, Zaman Shah fue depuesto, y Mahmud Shah ascendió al poder. Fue depuesto nuevamente en 1803, otra vez restaurado en 1809 y fue depuesto finalmente en 1818.

## Problemas con la tribu Barakzai
El hermano mayor de Dost Mohammed Khan, el jefe de los Barakzai, Fatteh Khan, tuvo un papel importante en el ascenso de Mahmud Shah Durrani al poder de Afganistán en 1800 y en restaurarlo al trono en 1809.  El hijo de Mahmud Shah Durrani, i Shahzada Kamran Durrani, siempre teníao problemas con Amir Fateh Khan Barakzai, el hermano de Dost Mohammed Khan. Mahmud Shah pagó los servicios de Fatteh Khan haciéndolo asesinar en 1818. Después del asesinato de Fateh Khan Barakzai comenzó la caída del imperio Durrani, lo que provocó la enemistad de su tribu. Después de un sangriento conflicto, Mahmud Shah fue privado de todas sus posesiones, pero Herat y el resto de sus dominios fueron dividididas entre los hermanos de Fatteh Khan. El rey Mahmud Shah Durrani murió en 1829. El país fue entonces gobernado por Shuja Shah Durrani; otro de sus hermanastros.